# Эппле, Ирене
Ирене Эппле-Вайгель (нем. Irene Epple-Waigel; род. 18 июня 1957, Зег) — немецкая горнолыжница, специалистка по скоростному спуску, гигантскому слалому и комбинации. Выступала за сборную Западной Германии по горнолыжному спорту в 1975—1985 годах, серебряный призёр зимних Олимпийских игр в Лейк-Плэсиде, обладательница серебряной медали чемпионата мира, победительница 11 этапов Кубка мира.

## Биография
Ирене Эппле родилась 18 июня 1957 года в коммуне Зег района Восточный Алльгой, ФРГ. Проходила подготовку в местном одноимённом горнолыжном клубе TSV Seeg.
В 1975 году вошла в основной состав западногерманской национальной сборной и дебютировала в Кубке мира, где на большинстве этапов попадала в десятку сильнейших.
Благодаря череде удачных выступлений удостоилась права защищать честь страны на зимних Олимпийских играх 1976 года в Инсбруке — в гигантском слаломе заняла пятнадцатое место, тогда как в скоростном спуске закрыла десятку лучших.
В 1977 году впервые поднялась на пьедестал почёта Кубка мира, выиграв бронзовую медаль в скоростном спуске на домашнем этапе в Пфронтене.
Первого серьёзного успеха на международном уровне добилась в сезоне 1978 года, когда побывала на чемпионате мира в Гармиш-Партенкирхене и привезла оттуда награду серебряного достоинства, уступив в скоростном спуске только титулованной австрийке Аннемари Мозер-Прёль. Имела хорошие шансы на попадание в число призёров и в гигантском слаломе, расположившись в итоговом протоколе соревнований на четвёртой позиции.
Находясь в числе лидеров горнолыжной команды Западной Германии, Эппле благополучно прошла отбор на Олимпийские игры 1980 года в Лейк-Плэсиде — в скоростном спуске была лишь девятнадцатой, в слаломе финишировать не смогла, тем не менее, в гигантском слаломе выступила довольно успешно, заняла второе место и завоевала тем самым серебряную олимпийскую медаль, пропустив вперёд только представительницу Лихтенштейна Ханни Венцель. По итогам сезона была признана лучшей спортсменкой Германии.
В течение трёх последующих лет Ирене Эппле одержала победу на одиннадцати этапах Кубка мира, в том числе стала первой женщиной, выигравшей соревнования по супергиганту, проводившиеся в швейцарском Вербье. По итогам сезона 1981/82 стала лучшей горнолыжницей в общем зачёте гигантского слалома и комбинации. Выступала на мировом первенстве в Шладминге, где показала восьмой результат в скоростном спуске, четырнадцатый результат в гигантском слаломе и седьмой в комбинации.
На Олимпийских играх 1984 года в Сараево попасть в число призёров не смогла, заняла 23 место в скоростном спуске и 21 место в гигантском слаломе. Впоследствии оставалась действующей спортсменкой вплоть до 1985 года, после чего приняла решение завершить профессиональную карьеру, уступив место в сборной молодым немецким горнолыжницам.
Завершив спортивную карьеру, изучала медицину в Мюнхенском университете, в 1992 году получила учёную степень в этой области. В ноябре 1994 года вышла замуж за немецкого политика Теодора Вайгеля, тогдашнего министра финансов Германии — в браке у них родился сын. В 2011 году была награждена орденом «За заслуги перед Федеративной Республикой Германия», также имеет среди наград Серебряный лавровый лист.
Её младшая сестра Мария Эппле тоже является известной горнолыжницей, чемпионка мира по гигантскому слалому.